# Чудовский, Адольф Алексеевич
Адольф Алексеевич Чудовский (1848—1904) — генерал-лейтенант русской императорской армии, военный инженер.

## Биография
Родился 26 августа (7 сентября) 1848 года.
В 1867 году окончил Николаевское инженерное училище, из которого был выпущен прапорщиком во 2-й сапёрный батальон. Переведён в сапёрный лейб-гвардии батальон на должность младшего офицера; командовал ротой. Участвовал в русско-турецкой войне 1877—1878 гг. С 30 апреля 1880 года — капитан гвардии. В течение трёх лет служил в Болгарской армии; был командиром Пионерной дружины сапёрного батальона, одновременно исполнял обязанности председателя военного суда в гг. Варна и Рущук. С 3 апреля 1884 года — полковник.
Вскоре после возвращения, 8 июня 1886 года, был назначен командиром гренадёрского сапёрного батальона. В 1894 году занимался формированием 18-го сапёрного батальона в Новгороде при гренадёрском сапёрном батальоне; 29 сентября 1894 года был назначен его командиром. К 1 ноября 1894 года формирование батальона было окончено и в марте 1895 года он был переведён на место своей постоянной дислокации в Санкт-Петербург. 7 июля 1897 года произведён в генерал-майоры с назначением начальником 3-й сапёрной бригады (в Киеве). Высочайшим приказом от 28 марта (10 апреля) 1904 года был произведён в генерал-лейтенанты, при этом исправлял должность начальника артиллерии Кавказского военного округа.
Умер 6 (19) мая 1904 года.

## Награды
российские
- орден Св. Станислава 3-й ст. с мечами и бантом — за дела под Горным Дубняком (12.10.1877) и Телешем (16.10.1877)
- орден Св. Анны 3-й ст. с мечами и бантом — за переход через Балканы (19.12.1877)
- орден Св. Станислава 2-й ст. (1878)
- орден Св. Анны 2-й ст. с мечами (1881)
- орден Св. Владимира 4-й ст. (1887)
- орден Св. Владимира 3-й ст. (1890)
- орден Св. Станислава 1-й ст. (1901)

иностранные
- румынский железный крест (1879)
- болгарский орден «Святой Александр» 4-й ст. (1884)
- командорский крест шведского ордена Меча (1885)
- черногорский орден Князя Даниила I 3-й ст. (1889)
- прусский орден Короны 2-й ст. (1890)
- французского ордена Почётного легиона командорский крест (1897)
- бухарский орден Золотой звезды 1-й ст. (1898)
- большой офицерский крест ордена Звезды Румынии (1899)

## Семья
Жена — Елена Валерьяновна Чудовская (1858—1919); имел двух детей:
- Валерьян (1882—1937) — был главным библиотекарем Российской публичной библиотеки
- Мария (1889—1919[5]) — сестра милосердия.